# Wanfried
Wanfried – miasto w Niemczech, w kraju związkowym Hesja, w rejencji Kassel, w powiecie Werra-Meißner.

## Współpraca
Miejscowości partnerskie:
- Plouescat, Francja
- Schörfling am Attersee, Austria
- Villeneuve-les-Sablons, Francja